# Zigeunerweisen
Das Musikstück Zigeunerweisen des spanischen Komponisten Pablo de Sarasate wurde 1878 veröffentlicht. Es ist ein Stück für Sinfonieorchester und Solovioline in c-moll und hat vier Sätze. Es gibt verschiedene Bearbeitungen für andere Besetzungen, wie für Gitarre und Solovioline, für Klavier und Solovioline sowie auch für Orchester und Kontrabass (von Lauren Pierce).

## Komposition
Das gesamte Stück (gemeint ist hier die Solostimme) gilt als besonders geigerisch. Es hat einen großen Ambitus, der von g bis g4 reicht und damit nahezu das gesamte bei normaler Stimmung auf der Geige mögliche Tonspektrum abbildet. Zwischen den einzelnen Tonhöhen kommen häufig große Sprünge (z. B. Takt 4, 11, 12) oder Läufe (z. B. Takt 4, 11, 15) vor. Die Dynamik variiert zwischen ff und ppp und ist epochentypisch genau notiert (inkl. Übergangslinien). Die Tempi sind von Satz zu Satz verschieden und bewegen sich zwischen „Lento“ und „Allegro molto vivace“. Technisch ist das Stück anspruchsvoll, da viele verschiedene Elemente gefordert werden: Im Stück kommen staccato, spiccato und pizzicato (sowohl rechte als auch linke Hand), glissandi und Flageoletttöne vor. Die Zigeunerweisen sind mit vielen Verzierungen bestückt: Häufig sind Vor- und Nachschläge, Triller, Pralltriller und Doppelschläge. Zur Artikulation sind viele Angaben sowohl in Zeichenform (Akzente, Fermaten, Punktierungen, …) als auch als Worte (espressivo, appasionato, misurato, …) vorhanden. Viele verschiedene Kadenzen geben dem Solisten viel Freiraum zur eigenen Gestaltung und Interpretation des Stückes: Oft kommen darin schnelle Bewegungen, Modulationen und Fermaten vor. In „Un poco più lento“ kommt ein Dämpfer zum Einsatz.

## Sätze
1. Moderato – Der Satz steht in 4/4 und c-moll.
2. Lento – Der Satz steht ebenfalls in 4/4 und c-moll.
3. Un poco più lento – Der Satz wird vollständig abgedämpft gespielt, steht in 2/4 und ebenfalls c-moll. Der Mittelteil wird einmal wiederholt (mit 1. und 2. Volta).
4. Allegro molto vivace – Der Satz steht im 2/4-Takt und in a-Moll, in der Mitte steht eine Stelle in A-Dur. Es gibt verschiedene Wiederholungen (einige mit 1. und 2. Volta).[1]